# Доронин, Владимир Витальевич
Влади́мир Вита́льевич Доро́нин (укр. Володимир Віталійович Доронін; род. 15 января 1993, Донецк) — украинский футболист, полузащитник

## Биография
Воспитанник донецкого футбола.
Во взрослом футболе дебютировал в 2012 году в составе донецкого «Олимпика». Затем играл в третьей команде «Шахтёра». Сезон 2013/14 провёл в дубле «горняков».
Летом 2014 года перед стартом «Олимпика» в высшем дивизионе, Доронин вернулся в свою первую команду. 26 июля 2014 года в игре с одесским «Черноморцем» дебютировал в Премьер-лиге.
Летом 2018 года стал игроком клуба «Арсенал-Киев».